# Holub chathamský
Holub chathamský (Hemiphaga chathamensis) je velký druh lesního holuba, který je endemický Chathamským ostrovům (jihozápadní část Tichého oceánu). Původně byl hojně rozšíření po Chathamově ostrově, Pittově ostrově a ostrovech Rangatira a Mangere. Po kolonizaci Chathamských ostrovů osadníky evropského původu (19. století) se populace holubů začala rapidně zmenšovat, a to následkem zavlečených savčích predátorů (hlavně koček) i z důvodu masivního odlesňování. Populace holubů chathamských dosáhla minima kolem roku 1989, kdy přežívalo posledních 45 jedinců. Následkem intenzivní kontroly predátorů došlo k obnově populace, která se k roku 2009 odhadovala na 600 holubů chathamských. 

## Systematika
Druh poprvé popsal Lionel Walter Rothschild, druhý baron Rothschild v roce 1891. Rothschild nově popsaného holuba pojmenoval jako Carpophaga chathamensis. Druh byl později přeřazen do rodu Hemiphaga. Rothschild považoval holuba za nový, plnohodnotný druh, nicméně většina autorů 20. století o taxonu psala jako o poddruhu holuba maorského (Hemiphaga novaeseelandiae), a pojmenovávala jej tedy jako Hemiphaga novaeseelandiae chathamensis. Rozsáhlá osteologicko-morfologická studie z roku 2001 se však jednoznačně přiklonila k tomu, že se jedná o samostatný druh. Klíčové taxonomické autority nedlouho na to uznaly samostatnost druhu.
Holub chathamský se společně s holubem maorským řadí do rodu Hemiphaga a čeledi holubovití (Columbidae). Domorodý název druhu zní parea.

## Popis

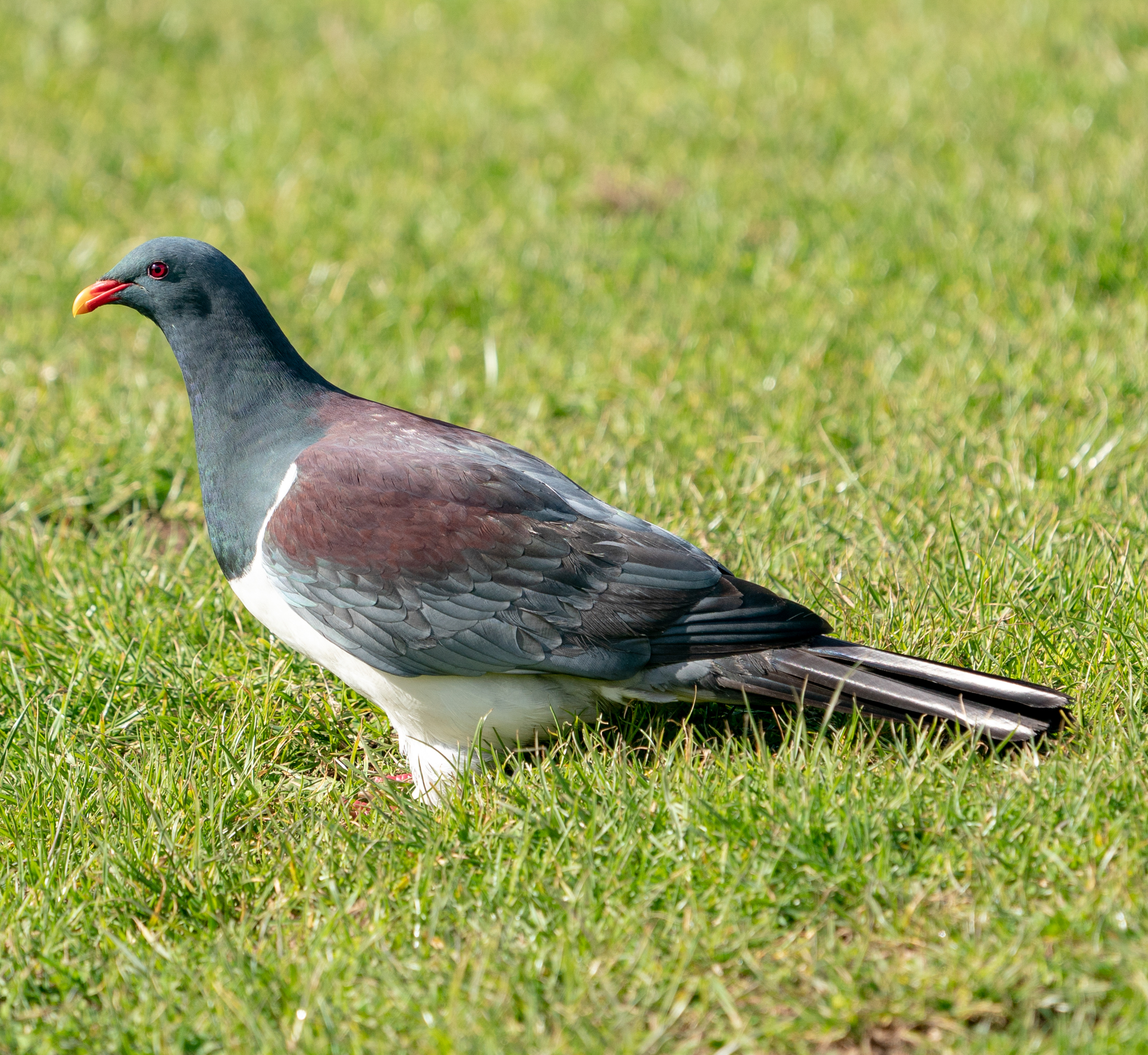
Holub chathamský

Délka těla holuba chathamského dosahuje kolem 55 cm. Holub váží cca 800 g, což z druhu činí jednoho z nejtěžších zástupců holubů.
Hlava, krk a horní část hrudi jsou modročerné s jemným nádechem modré až zelené iridiscentní barvy. Spodní část hrudi, břicho a stehna jsou čistě bílé, přičemž přechod mezi modročernou vrchní částí hrudi a bílou spodní částí je velmi ostrý. Kostřec a ocasní krovky jsou světle šedé, záda a křídla jsou kaštanová. Zobák je červený s výrazným oranžovým zakončením, nohy a duhovky jsou karmínové. Juvenilní jedince lze rozpoznat podle fádněji zbarveného opeření a jejich bílá hruď často mívá rozmazané šedé skvrny.
Holub chathamský je velmi podobný holubu maorskému, který žije na novozélandské pevnině. Holub chathamský je však větší (v průměru asi o 4 cm), těžší (o cca 150 g) a peří holuba chathamského je výrazněji do šeda. Na Chathamských ostrovech nicméně záměna nehrozí, protože holub chathamský je jediný druh holuba na tomto souostroví.

## Biologie

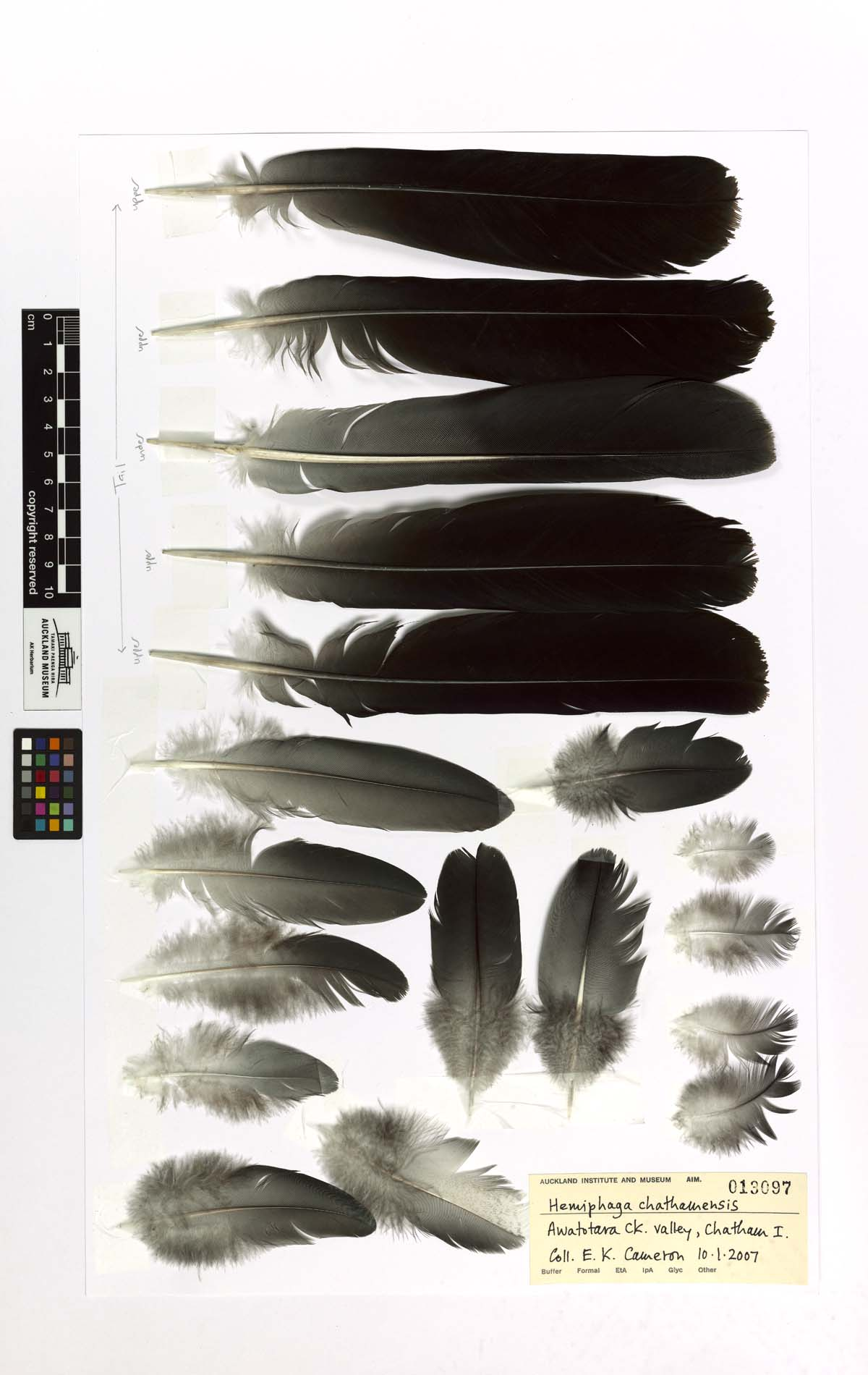
Sbírka peří holuba chathamského

Jedná se o lesní druh holuba, který ke svému životu nutně potřebuje zalesněné území, nicméně vyskytuje se i v otevřené zemědělské krajině v blízkosti lesa, občas v hejnech o stovce jedinců. Hřaduje vysoko v korunách stromů. Je poměrně krotký. Jedná se o velmi důležité roznašeče semen velkých křovin i vysokých ovoconosných stromů.
Živí se hlavně ovocem, jídelníček doplňuje listy, pupeny a květy. V době nedostatku ovoce se holubi maorští krmí hlavně listy. K rozmělnění této tuhé stravy jim dobře slouží jejich silný zobák, který je mnohem silnější než u holuba maorského, a který se patrně vyvinul pro tyto účely.

### Hnízdění
Může zahnízdit kdykoliv v roce, nejčastěji však zahnizďuje mezi červnem a listopadem v zimním a časně jarním období. Doba zahnízdění je úzce napojena na množství úrody místního ovoce, zejména místní aralkovité křoviny Pseudopanax chathamicus. V případě hojné úrody ovoce může pár vyvést i 2 či 3 snůšky, které se mohou překrývat, tzn. k novému zahnízdění může dojít ještě v době, kdy se pár na jiném hnízdě stará o mládě. Samice nejčastěji snáší 1 vejce, avšak v případě hojnosti potravy i 2.
Hnízdo je mělké, talířovitého tvaru, umístěno bývá 1–10 m nad zemí ve stromoví či ve změti popínavých rostlin. Samice klade 1 bílé vejce o rozměrech 51×34 mm. Doba inkubace trvá kolem 28 dní, na vejcích sedí oba rodiče. O ptáče na hnízdě se starají oba rodiče po dobu 36–53 dní. Nejdříve jej vykrmují tzv. holubím mlékem (kašovitá hmota, kterou holubi vytváří ve voleti z buněk bohatých na bílkoviny a tuky), později regurgitací sezobané ovocné stravy. Po opuštění hnízda je ptáče nadále po několik týdnů krmeno regurgitací potravy, načež dochází k úplnému osamostatnění. Holubi chathamští poprvé zahnizďují v 1. či 2. roce života.
Hnízdící páry jsou poměrně teritoriální. V době hnízdění často posedávají na území svého teritoria na nápadných místech jako jsou okraje nebo vrcholky stromů rostoucích na vyvýšených místech. V případě narušení teritoria jedincem téhož druhu dochází k teritoriálním obranným letům, během kterého se holubi rozletí z bidla strmě vzhůru s roztaženým ocasem, aby se vzápětí snesli zpět na bidlo, kde pak stojí s napnutou hrudí a načepýřením peřím. 

## Rozšíření a ohrožení
Holubi chathamští byli původně hojně rozšíření po Chathamově ostrově, Pittově ostrově a ostrovech Rangatira a Mangere. Subfosilie holubů jsou dokonce nejčastěji nalezenými subfosiliemi z oblastí dun na Chathamově ostrově. Populace holubů začala rapidně ubývat počátkem 19. století po kolonizaci souostroví evropskými osadníky, kteří začali s masivním odlesňováním ostrovů, kde zanesli nepůvodní savce jako jsou kočky, kusu liščí a prasata. Zatímco kočky lovily holuby přímo, kusu liščí začali konkurovat holubům v potravě a prasata měla velký podíl na destrukci původního habitatu.
Z ostrovů Rangatira a Mangere holubi chathamští vymizeli někdy počátkem 20. století. V 70. letech 20. století holubi takřka vymizeli z Chathamova ostrova. V roce 1989 dosáhla populace holubů absolutního minima s pouhými 45 přežívajícími jedinci. Po spuštění projektů na intenzivní odchyt predátorů však začala populace holubů chathamských opět stoupat. V roce 2009 bylo napočítáno 263 jedinců a celková populace se tehdy odhadovala na 600 holubů. Většina současné populace je soustředěna do jižních částí Chathamova ostrova, kde se stále nachází kvalitně zalesněné území. Vedle zmíněných introdukovaných savců se k novodobým predátorům holubů chathamských řadí i chřástal weka. Vedle kontroly predátorů patří k ochranným opatřením holubů i stavba plotů kolem zbývajících zalesněných koutů ostrovů, což pomáhá v obnově habitatu. Mezinárodní svaz ochrany přírody druh hodnotí jako zranitelný.